# Seznam zámků ve Zlínském kraji
Seznam zámků ve Zlínském kraji. Jedná se o seznam dosud stojících zámků ve Zlínském kraji:

## B
- Bílovice
- Branky (nový zámek)
- Branky (starý zámek)
- Březolupy
- Buchlovice
- Bystřice pod Hostýnem

## C
- Cetechovice

## D
- Dřínov

## H
- Holešov
- Hošťálková
- Hoštice
- Hovězí
- Hrádek na Vlárské dráze

## Ch
- Choryně
- Chropyně

## K
- Kelč
- Klečůvka
- Koryčany
- Krásno nad Bečvou
- Kroměříž
- Kvasice

## L
- Lešná (okres Vsetín)
- Lešná (okres Zlín)
- Liptál
- Litenčice
- Loučka
- Luhačovice

## M
- Morkovice

## N
- Napajedla
- Napajedla (starý zámek)
- Návojná
- Nezdenice
- Nový Světlov

## O
- Ořechov

## P
- Pačlavice
- Pohořelice
- Přílepy

## S
- Slavičín
- Smraďavka
- Strání
- Střílky

## T
- Trubiska

## U
- Uherský Brod
- Uherský Ostroh
- Uhřice

## V
- Valašské Meziříčí (Manský zámek)
- Valašské Meziříčí (Žerotínský zámek)
- Velký Ořechov
- Věžky
- Vizovice
- Vsetín

## Z
- Zborovice
- Zdislavice
- Zdounky
- Zlín

## Ž
- Žeranovice